# Cóc
Cóc là tên gọi chung cho các loài thuộc họ Cóc rừng, họ Cóc tía, họ Cóc bà mụ, họ Cóc đào hang Mexico, họ Cóc chân mai hay một số loài trong họ Ếch nhái thực, chẳng hạn cóc nước sần hay cóc nước nhẵn.

## Sinh vật học
Cóc có các cục u lớn trên da, đặc biệt là các cục u bao phủ tuyến mang tai. Những cục u này thường được gọi là mụn cóc, tuy nhiên, chúng không liên quan đến mụn cóc bệnh lý, không phải do nhiễm trùng gây ra và có kích thước cố định. Trên các mẫu vật khỏe mạnh, các cục u này xuất hiện tự nhiên. Có một quan niệm sai lầm phổ biến rằng việc xử lý cóc có thể gây ra mụn cóc, nhưng điều này không đúng.
Trong quá trình sinh sản, cóc di chuyển từ các khu vực không sinh sản đến các ao, hồ để giao phối. Bogert (1947) cho rằng tiếng kêu của cóc là tín hiệu quan trọng giúp chúng định hướng đến khu vực sinh sản. Tương tự như nhiều loài lưỡng cư khác, cóc thể hiện tính trung thành với địa điểm sinh sản (philopatry), tức là chúng thường quay trở lại chính ao nơi chúng sinh ra để đẻ trứng. Điều này có thể dẫn đến việc gặp gỡ anh chị em ruột trong quá trình tìm kiếm bạn tình.
Tuy nhiên, mặc dù có khả năng xảy ra giao phối cận huyết trong cùng một loài, anh chị em ruột thường tránh giao phối với nhau. Cóc có khả năng nhận biết họ hàng gần, và tiếng kêu của con đực được cho là tín hiệu giúp con cái nhận ra họ hàng. Sự nhận biết họ hàng này đóng vai trò quan trọng trong việc tránh giao phối cận huyết, từ đó giảm thiểu nguy cơ suy thoái di truyền do cận huyết.

## Trong văn hóa

### Việt Nam

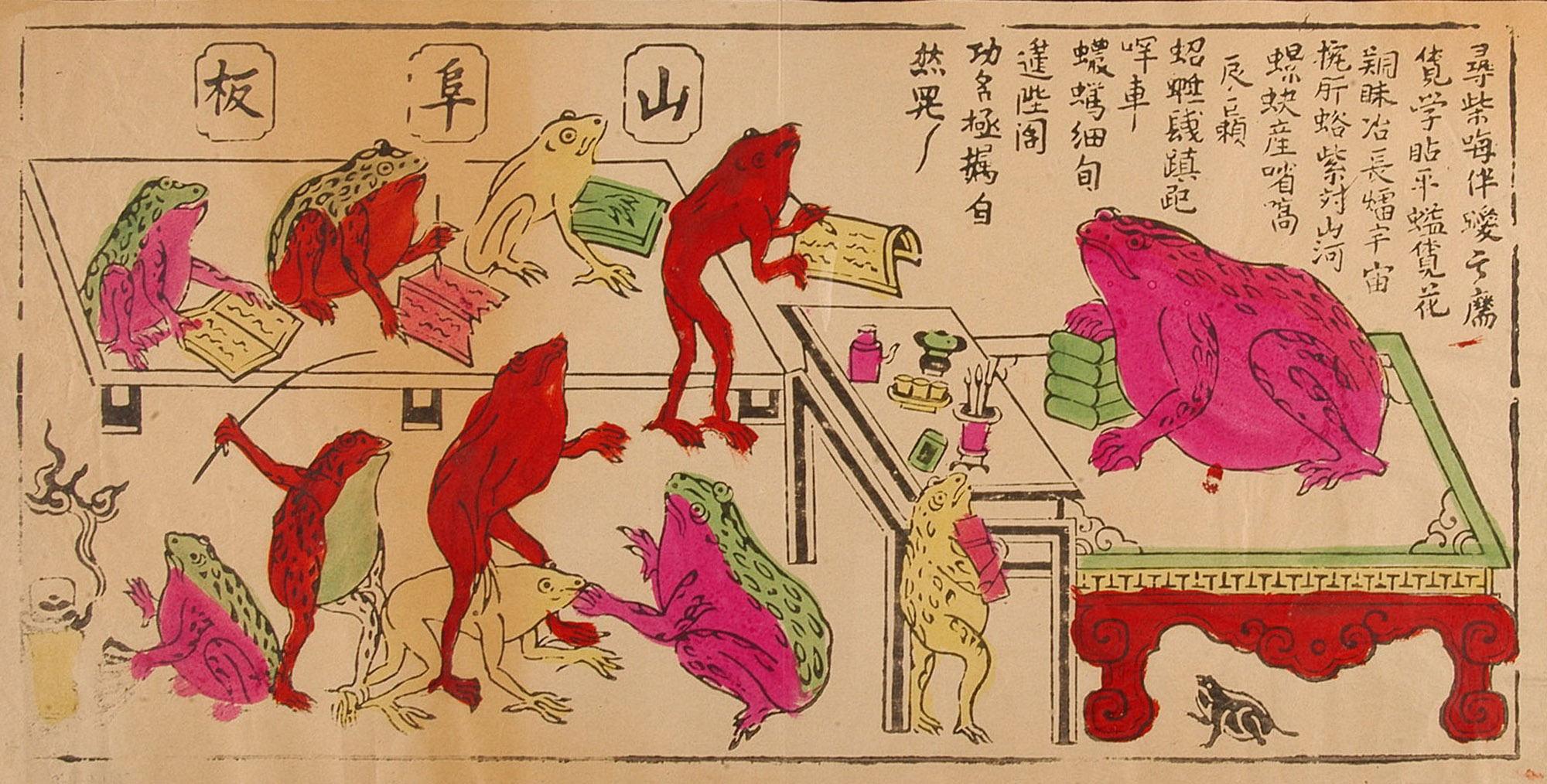
Tranh dân gian "Thầy đồ cóc"

Văn hóa dân gian Việt Nam có môt số câu chuyện và thành ngữ về cóc, chẳng hạn như "Cóc kiện trời" hay cụm từ "gan cóc tía".

## Văn học
- Nhân vật Tổng Cóc liên quan tới thân phận cũng như xuất hiện trong thơ văn của nữ sĩ Hồ Xuân Hương.
- Võ cóc hay còn gọi là Cáp mô công: tuyệt kỹ võ thuật của nhân vật Âu Dương Phong trong tiểu thuyết kiếm hiệp của nhà văn Kim Dung.